# 吉莉安·高爾斯
吉莉安·高爾斯（英語：Gillian Gowers，1964年4月9日—），是一位英格蘭已退役女子羽球運動員。
吉莉安·高爾斯的第一次成功是在1985年與奈傑爾·提爾一起獲得世界羽球錦標賽混合雙打銅牌。
她多次贏得加拿大羽球公開賽，分別在1984年和1991年的女子雙打和混合雙打。在1990年新加坡羽球公開賽上，她與吉莉安·克拉克一起贏得了女子雙打冠軍。兩人在1992年再度奪冠。
1992年，她參加了巴塞隆納奧運會，但沒有獲得獎牌。第二年，她與彼得·阿克塞爾松一起在新德里贏得了羽球世界盃混合雙打冠軍。
在國家範圍內，她多次在女子雙打（1985-1991年、1993-1994年）和混合雙打（1986年、1988年、1991年）中與不同的搭檔一起獲得冠軍。

## 外部連結
- 吉莉安·高爾斯在世界羽球聯盟的登錄資料